# Nancy Johnstone
Nancy Joan Johnstone (Bath, 1906 - Bath, 1951) fue una escritora, hotelera y humanitaria inglesa, autora de dos memorias, Un hotel en la Costa Brava y Hotel en guerra, que recorren el periodo de la guerra civil española.

## Trayectoria
Johnstone es hija de George Franklen Thomas-Peter (1882-1941) y Mary Margaret (conocida como Dot) Thomas-Peter (de soltera Baldwin) (1882-1919). En su infancia vivió en Oak Cottage en Perranarworthal, cerca de Falmouth, Cornwall.
Se casó on el periodista Archie Johnstone (1896-1963) en 1931. En 1934 los Johnstone se trasladaron a la Costa Brava. Archie eligió el destino porque no conocía a nadie que hubiera estado allí antes. Nancy había convencido a Archie de renunciar a su trabajo como subeditor del News Chronicle y de construir un hotel. A su llegada a Tosa de Mar encontraron una próspera comunidad artística, entre la que se encontraba el arquitecto alemán Fritz Marcus, a quien pidieron que diseñara su hotel, así como los artistas Marc Chagall, Oskar Zügel y Dora Maar. El hotel se llamaba Casa Johnstone y abrió sus puertas en 1935.
Al año siguiente de estallar la guerra civil española al año siguiente, el destructor de la Marina Real HMS apareció en la bahía para rescatar a los residentes británicos. Los Johnstone se negaron a irse. Archie realizó algunos reportajes de guerra ocasionales para el News Chronicle.
Nancy obtuvo algunos ingresos en este período escribiendo dos memorias: Hotel in Spain (1937) y Hotel in Flight (1939), ambas publicadas por Faber & Faber y republicadas por The Clapton Press. El primer libro de Nancy Jonhston fue entregado a Faber por el diputado del Partido Laborista Independiente John McGovern, quien estaba en una visita de investigación a Barcelona para averiguar las circunstancias detrás de la desaparición de Andrés Nin, uno de los fundadores del POUM, el Partido de los Trabajadores de Unificación Marxista. El segundo libro de Nancy Johnstone cubrió el final de la Guerra Civil, cuando el hotel se convirtió en el hogar de 50 niños refugiados. El día antes de que Tosa cayera en manos nacionalistas, los Johnstone metieron a 70 niños en un camión y los llevaron a un lugar seguro en Francia, siendo perseguidos durante todo el trayecto por las tropas de Francisco Franco. A la espera que se abriera la frontera con Francia para los refugiados, los Johnstone y los niños pasaron tres días en el Teatro Edison, en el bastión republicano de Figueras. Al día siguiente de la apertura de la frontera a los refugiados, el teatro fue bombardeado. Una vez cruzada la frontera, los niños fueron internados en un campo de concentración francés, pero finalmente todos fueron devueltos a sus familias. Los Johnstone luego fueron a Provenza y luego a París. Hicieron planes para viajar a México y navegaron en el barco alemán Iberia desde Cherburgo a Veracruz.
En México los Johnstone se establecieron en Cuernavaca. Archie enseñó en una escuela inglesa; Nancy escribió otras memorias de viaje, Sombreros are Becoming (1941) y una novela, Temperate Zone (1941) ambientada en México. Ambos fueron publicados por Faber.
Después de un tiempo, los Johnstone se separaron y Archie regresó al Reino Unido y trabajó nuevamente para el News Chronicle. Después trabajó para la embajada británica en Moscú, editando la publicación British Ally, hasta que desertó a la Unión Soviética en 1949.
Nancy Johnstone regresó a Tosa en 1947 y de nuevo en 1951 pero, consternada por la España de Franco, vendió el hotel y se fue a vivir a Guatemala. Para entonces ya se había casado por segunda vez, con un francés, Fernand Caron. En Cuernavaca, Johnstone se había hecho amiga de la exiliada Constancia de la Mora, quien había sido nombrada Jefa de la Oficina de Prensa Exterior de la República Española en 1938, y que también era la esposa de Hidalgo de Cisneros, el comandante de la fuerza aérea republicana. De la Mora visitó Johnstone en Guatemala en 1950. El 26 de enero, las dos mujeres sufrieron un accidente automovilístico, en el que murió de la Mora y Johnstone resultó gravemente herida. Aunque Nancy sobrevivió, sólo hay una referencia más a ella: una carta que escribió a sus editores en 1951. En el verano de 1951, Johnstone escribió desde Tosa a Faber & Faber con una dirección de reenvío con su tía, la señorita Edith Thomas-Peter, en Bath. Esto fue lo último que se supo de ella.

## Reconocimientos
Johnstone quedó en el olvido hasta la exposición y el libro de Glòria Bosch y Susanna Portell, Berlín > Londres > París > Tossa... La tranquil.litat perduda (2007, Fundación La Caixa), con documentación, fotografías y cartas. Posteriormente, Miquel Berga, un académico de la Universidad Pompeu Fabra de Barcelona, tradujo los dos libros de hoteles al catalán (un único volumen, titulado Un Hotel a la Costa, publicado en 2011).
En 2018 se anunció que la productora de cine catalana Isona Passola haría una película sobre la estancia de los Johnstone en Tosa. La Casa Johnstone ha seguido en pie, aunque como parte de un complejo hotelero más grande, el Hotel Don Juan.